# (9630) Castellion
(9630) Castellion est un astéroïde de la ceinture principale.

## Description
(9630) Castellion est un astéroïde de la ceinture principale. Il fut découvert le 15 août 1993 à Caussols par Eric Walter Elst. Il présente une orbite caractérisée par un demi-grand axe de 2,77 UA, une excentricité de 0,16 et une inclinaison de 2,8° par rapport à l'écliptique.

## Compléments